# Hashem Safieddine
Hashem Safieddine, även Hashem Safi al-Din, född 1964 i Deir Qanoun En Nahr, Libanon, död 3 oktober 2024 i al-Dahiya i Beirut, var en libanesisk shiapräst som varit chef för Hizbollahs verkställande råd sedan 2001.
I samband med att Hizbollahs ledare Hassan Nasrallah dödades i september 2024 pekades Safieddine ut som trolig efterträdare för organisationen. De två var kusiner och studerade tillsammans i Iran under 1980-talet. Safieddine ledde under två årtionden Hizbollahs verkställande råd och hanterade daglig verksamhet som politik, välfärd och finanser. Han satt även i shiamilisens ”jihadråd”, som bestämmer över de militära operationerna. Safieddine uppgavs också ha haft täta band till Iran och har liksom Nasrallah kritiserat Israel och västvärlden starkt.
Safieddine dödades i oktober 2024 av israelisk militär. Hans äldste son Ridha är sedan 2020 gift med den iranske generalen Qasem Soleimanis dotter Zeinab Soleimani(en).